# Aulacodes waigaoalis
Aulacodes waigaoalis là một loài bướm đêm trong họ Crambidae.